# Christian Tychsen
Christian Tychsen (Flensburgo, 3 dicembre 1910 – Gavray, 28 luglio 1944) è stato un militare tedesco, ufficiale delle Waffen-SS durante la seconda guerra mondiale.